# Мясная промышленность

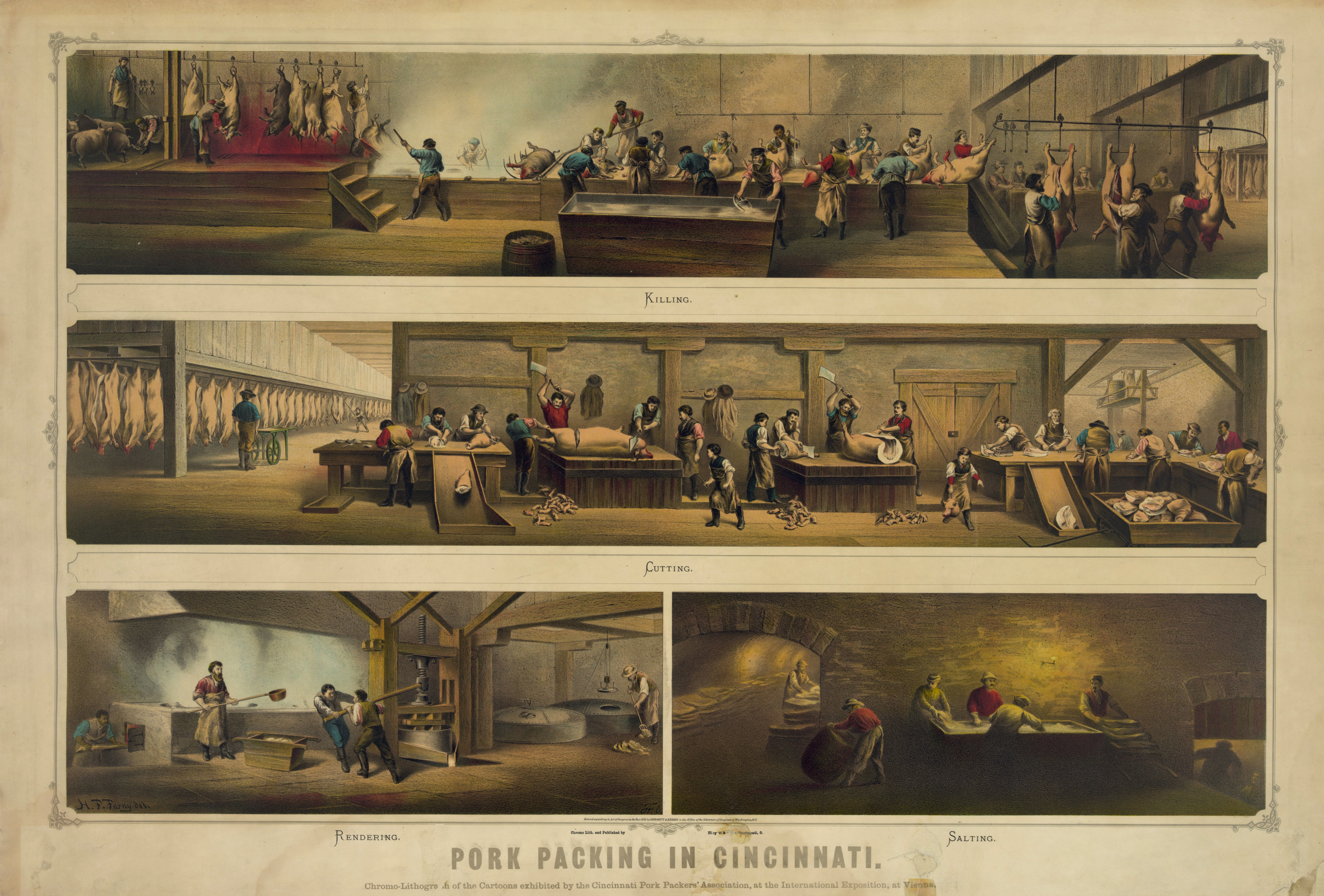
Переработка свинины в Цинциннати, 1873 г

Мясная промышленность — отрасль пищевой промышленности, перерабатывающая скот. 
Предприятия промышленности выполняют заготовку и убой скота, птицы, кроликов, производя мясо, мясные консервы, колбасные изделия, кулинарные полуфабрикаты, (котлеты, пельмени, кулинарные изделия). 
Наряду с производством пищевых продуктов вырабатываются сухие животные корма, ценные медицинские препараты (инсулин, гепарин, линокаин и др.), а также клеи, желатин и перопуховые изделия.
В структуре мирового производства мяса всех видов свинина занимает первое место — 39,1 %, на втором месте мясо птицы — 29,3 %, далее идут говядина — 25,0 %, баранина — 4,8 %, другие виды мяса — 1,8 %.
В 2012 году в структуре российского рынка мяса по сегментам лидирует мясо птицы 39%, затем следуют свинина с долей 33%, говядина - 23% и прочие виды мяса - 6%. За последние 5 лет наибольший рост произошёл в сегменте мяса птицы (+5%), а говядина теряет позиции на рынке (-5%).

## В России и Советском Союзе
В XIX веке, в России убой скота производился на небольших бойнях.
Колбасу же производили непосредственно при колбасных лавках. В процессе индустриализации в СССР были построены в 1929—1940 годах ряд крупных мясокомбинатов: Московский, Ленинградский, Бакинский, Брянский, Семипалатинский, Орский и др. Было налажено промышленное производство сосисок и колбасы.
Во время Великой Отечественной войны было разрушено около 200 предприятий (до 1/3 их общего числа), на которых вырабатывалось около 50 % мяса и мясных продуктов.
Основным видом производимого в России мяса остаётся мясо птицы, второе место в структуре производства занимает свинина, затем — говядина. В последние годы доля говядины в структуре производства мяса снижается, уступая место свинине и мясу птицы. Это происходит в связи с тем, что производство говядины хлопотно и менее прибыльно по сравнению с другими видами мяса.
В 2007 году в Россию импортировалось более 43 % всей потребляемой говядины. В 2008 году эта доля составила около 46 %. Специалисты объясняют это сокращением внутреннего производства говядины и ростом импорта на фоне повышающегося спроса на этот продукт, особенно со стороны ресторанов и сетей общественного питания.
Сокращение производства мяса происходило на протяжении 1990—1999 годов. Резкое сокращение объёмов производства отечественных мясопродуктов вызвано сокращением поголовья скота. Наиболее тяжёлыми для предприятий мясной промышленности стали 1998—1999 годы, а некоторый подъём производства наметился только в 2000 году. В 2001 году производство мяса и субпродуктов I категории превысило уровень 1999 года на 11 %, но осталось ниже уровня 1998 года. Выпуск колбасных изделий вырос по сравнению с 1999 годом на 24 %, мясных полуфабрикатов — на 29 %.
На 1999 год общее производство мяса составило 4,3 млн. тонн; мясо и субпродукты 1 категории - 1,1 млн тонн; колбасные изделия - 0,9 млн тонн.
По итогам 2012 года суммарный объём производства скота и птицы на убой (в живом весе) в хозяйствах всех категорий составил 11 млн. 630 тыс. тонн. Импорт мяса составил 2,5 млн тонн. Таким образом, импорт мяса в России составляет 17 % от потребления.

## Другие страны
В середине XX века М. п. достигла наиболее высокого уровня в США, где преобладают мясокомбинаты и птицекомбинаты. Рост мясной промышленности связан со строительством железных дорог и развитием методов охлаждения. Железные дороги сделали возможным перевозку сырья в центры переработки и перевозку продуктов по стране. В 1972 году общая выработка мяса в США составила 24,3 млн т. Промышленным путём перерабатывается около 95 % скота, внутри хозяйств — примерно 5 %.  

Сейчас США в мировой торговле мясом и мясопродуктами занимают особое место. Относительно низкие мировые цены на эти товары привели к тому, что в настоящий момент эта страна отдаёт приоритет импорту перед собственным производством. Аграрная политика США всё более направлена на поддержку экспорта зерновых, в том числе фуражного зерна, в результате чего потенциальные возможности США сконцентрированы не на экспорте животноводства, а на экспорте «сырья» для их производства.
Крупная М. п. имеется также в Аргентине, Новой Зеландии, Австралии, Уругвае. В большинстве стран Западной Европы убой скота производится главным образом на коммунальных бойнях, производство колбасных изделий, консервов и др. мясных продуктов — на специализированных предприятиях, а также в мелких мастерских при магазинах. Общее производство мяса в 1972 году (млн. т): во Франции 4,6, в ФРГ 4,5, Великобритании 3,2, Италии 2,3 (1971).
Цены на рынке мяса подвержены значительным колебаниям и зависят от качества, условий поставки и других факторов.